# Muzeum Biograficzne Władysława Orkana „Orkanówka” w Porębie Wielkiej

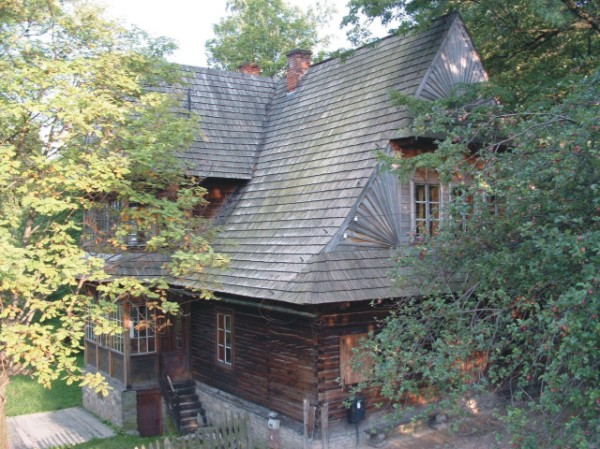
Orkanówka

Muzeum Biograficzne Władysława Orkana (Orkanówka, Dom Władysława Orkana) – muzeum w Porębie Wielkiej (w Gorcach) gromadzące i przechowujące pamiątki związane z pisarzem Władysławem Orkanem.
Dom znajduje się przy zielonym szlaku z Niedźwiedzia na Turbacz, 3,5 km od wsi, w przysiółku Zagronie na zboczu Pustki (760 m n.p.m.). Muzeum znajduje się na Szlaku architektury drewnianej województwa małopolskiego, regionu Pogórza Beskidzkiego. 23 marca 2007 roku budynek został wpisany do rejestru zabytków nieruchomych województwa małopolskiego pod numerem A-85/M.

## Historia Orkanówki

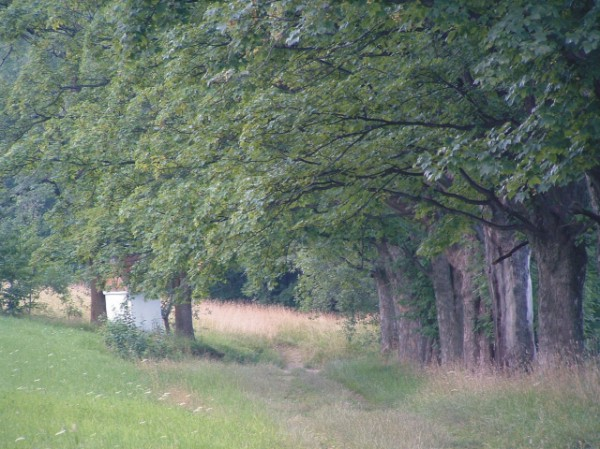
Aleja jaworowa i kapliczka matki

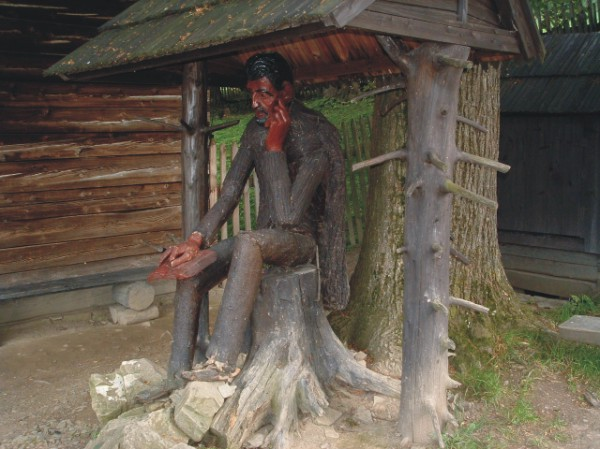
Orkan – rzeźba Zdzisława Kościelniaka

Rodzinna chałupa Orkana wciśnięta była jeszcze bardziej w północny grzbiet Pustki, tak że zimą w ogóle nie dochodziło do niej słońce. Dwuizbowa, bez komina, z klepiskiem, z czasem znalazła się w katastrofalnym stanie. Kiedy więc pisarz w 1903 roku otrzymał niewielkie honorarium za powieść W Roztokach, rozpoczął stawianie nowego siedliska. Pierwsze listy z werandy Orkanówki pisał już latem 1905 roku, spędził w niej zimę, ale ostatecznie dom został ukończony wiosną 1906.
Orkanówka zbudowana została w modnym wówczas stylu witkiewiczowskim (zakopiańskim) według projektu generała Andrzeja Galicy z Zakopanego, przyjaciela Orkana z czasów Legionów. Do budowy domu Orkan zatrudnił swego sąsiada, cieślę Wincentego Klimka, którego specjalnie zawiózł do Zakopanego, aby ten zobaczył wille w „nowym stylu”. Snycerkę i ciesiołkę we wnętrzach wykonał zaprzyjaźniony z pisarzem Jan Bulas, absolwent krakowskiej Akademii Sztuk Pięknych, również pochodzący z Poręby.
Postawiony na wilgotnym terenie, budowany niestarannie, dom wymagał ciągle poprawek i remontów. Z powodu kłopotów finansowych nigdy nie zostało wykończone piętro, nie był ocieplony, a piece kamyczkowe nie zdały egzaminu w surowym gorczańskim klimacie. Dlatego ostre zimy cała rodzina spędzała u przyjaciół, a później u siostry Orkana, Marii, w Zakopanem. Niemal każdej wiosny trzeba było usuwać szkody spowodowane śniegiem i zawiejami.
Orkanówka po śmierci pisarza pozostała w rękach rodziny drugiej żony Orkana, Bronisławy Folejewskiej. Prawie w nienaruszonym stanie przetrwała II wojnę światową. Mieszkali w niej wówczas pasierb Orkana, Witold Folejewski (profesor Uniwersytetu w Poznaniu), i jego żona Wilhelmina. Dawali schronienie partyzantom, za co Niemcy, mający siedzibę we dworze we wsi, chcieli spalić willę. Anegdota podaje, że ocalała tylko dlatego, że pani Wilhelmina dobrze znała język niemiecki.
Po wojnie nieremontowana, z roku na rok znajdowała się w coraz gorszym stanie. Była wówczas letniskowym domem Witolda i Wilhelminy. Kiedy przebywali w Porębie, udostępniali zwiedzającym gabinet Orkana. Było to nawiązanie do zamysłów Orkana, aby po jego śmierci Orkanówka stała się dobrem społecznym – pisarz pragnął, aby przeznaczyć dom na kolonie letnie dla miejskich dzieci z biednych rodzin albo by powstał tu dom pracy twórczej. Folejewskich nie stać było na kosztowne remonty. W 1973 roku sprzedali Orkanówkę gminie Niedźwiedź. W czerwcu 1979 dom został przekazany Muzeum im. Władysława Orkana w Rabce, gdzie do 2004, kiedy to ponownie został przekazany gminie Niedźwiedź, był filią muzeum rabczańskiego.
Budynek, odbiegający architekturą od typowej zabudowy wiejskiej, przypomina jednak o swoich związkach ze wsią: otoczenie Orkanówki, ze stodołą i studnią zamykającą przestrzeń podwórka, ma charakter zagrody. Dom wznosi się w starym sadzie. Jeszcze i teraz rosną w nim drzewa sadzone ręką Orkana. W stodole, zaadaptowanej na cele ekspozycyjne, organizowane są czasowe wystawy artystów pochodzących z regionu.
Do Orkanówki prowadzi aleja z dziesięcioma jaworami zasadzonymi przez pisarza w podziękowaniu za szczęśliwy powrót z I wojny światowej. Początek alei zdobi kapliczka wotywna, z figurką Matki Bożej z Lourdes, ufundowana w tym samym czasie przez jego matkę.
Drewniana rzeźba naturalnej wielkości, umieszczona przed wejściem do muzeum, przedstawia postać siedzącego Orkana. Dłuta Zdzisława Kościelniaka, artysty z Mszany Dolnej, stanęła w tym miejscu w stulecie obchodów urodzin pisarza, jakie miały miejsce w Orkanówce w 1975 r.

## Pomieszczenia

### Kuchnia

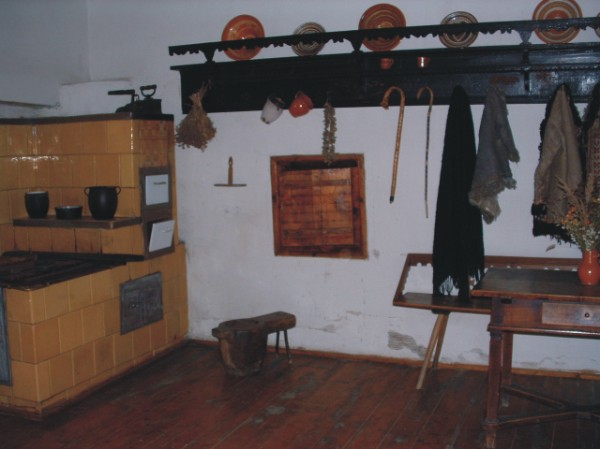
kuchnia

Kuchnia została pomyślana jako część etnograficzna muzeum. Zgromadzono tu przedmioty, które wprawdzie nie należały do rodziny Orkana, ale są typowe dla regionu zagórzańskiego. W ekspozycji znajdują się dawne narzędzia do obróbki lnu (rafa, szczeć, cierlica), kołowrotki do przędzenia wełny, niecki, stępy do tłuczenia kaszy oraz soli, ślajzownik (rodzaj struga, którym szczypano wiórki bukowe do lamp, zamiast nafty), prasa do wyciskania sera. Rzędem na listwie nad okienkiem do jadalni stoją zdobione gliniane misy i talerze. Jeszcze w latach trzydziestych wyroby garncarskie były powszechnie używane w domach w Porębie, kupowano je od rabczańskich garncarzy we wtorkowe jarmarki w Mszanie Dolnej.
W kuchni na uwagę zasługuje prosty w konstrukcji zdobiony kredens góralski z 1867 roku, wykonany bez użycia gwoździ. Natomiast z czasów współczesnych pochodzi piec z nieczynnym już paleniskiem.
Na śniadanie w Orkanówce zwykle bywały kluski z razowej mąki z masłem lub mlekiem. Latem, gdy był pogodny poranek, czekały ciepłe na piecu, aż domownicy wrócą z grzybobrania. Obiady w letnie miesiące podawano na werandzie. Były smakowite pierogi z borówkami i śmietaną, grzyby, kompoty z owoców z sadu za domem. W szabaśniku wyrastały pachnące ciasta.
Źródło: Gorce z okna Orkanówki

### Pokój matki

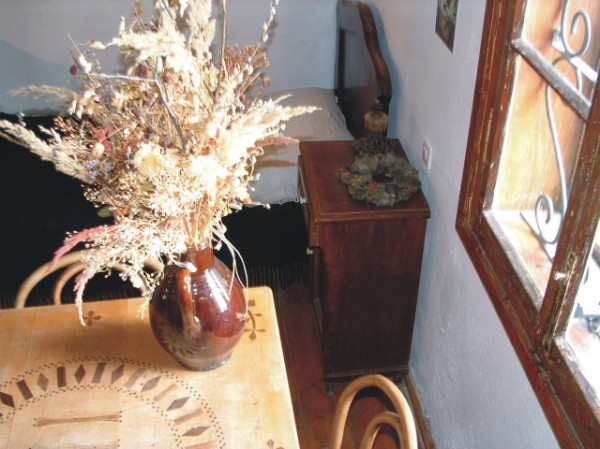
Pokój matki

Autentyczny wystrój wnętrza został zachowany w przylegającym do kuchni pokoju matki. Był to najmniejszy pokój w Orkanówce. Ciemne, mieszczańskie meble zakupione przez Orkana kiedyś znajdowały się w całym domu. Przetrwał również piec kamyczkowy układany na glinie. Podobne były niegdyś we wszystkich pokojach.
Ozdobą surowego wystroju izby jest oprawiony w ramy bardzo misterny haft ze stylizowanymi makami, sprawiający wrażenie malowidła. Jest to przypuszczalnie prezent dla pisarza, ale nigdy nie udało się ustalić jego ofiarodawcy ani autorki. Wzdłuż ściany nad łóżkiem wiszą malowane na płótnie obrazy świętych pochodzące z połowy XIX wieku. Zastąpiły one znajdujące się tu kiedyś oleodruki zakupione przez Katarzynę. Wśród płócien obraz Matki Boskiej Gidelskiej, której kult w Porębie przetrwał do czasów obecnych.
Ze zdjęcia na ścianie spoglądają oczy prostej kobiety, Katarzyny Smreczyńskiej. Umiała czytać, co w tamtych czasach należało do rzadkości, miała też niezwykły dar opowiadania. Odegrała wielką rolę w zdobyciu wykształcenia przez synów. Do dziś w Porębie jest symbolem matczynej miłości.

### Weranda

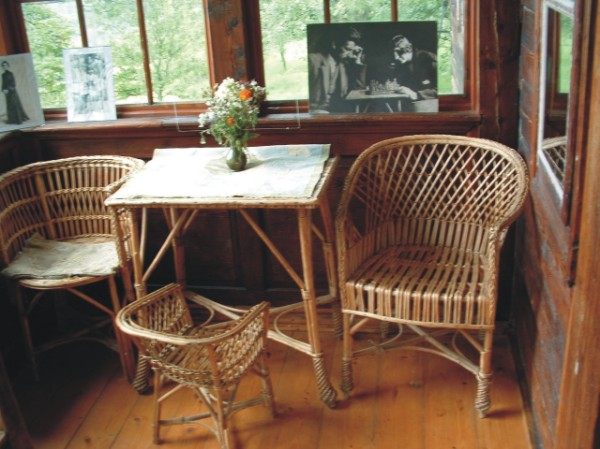
Weranda

Główne wejście do Orkanówki prowadziło dawniej przez werandę i hol. Pierwotnie była nieoszklona (werandy w stylu witkiewiczowskim pozostawiano otwarte), co widoczne jest na przedwojennych zdjęciach Orkanówki. Widokowa, doświetlona słońcem, była ulubionym miejscem Orkana latem; tu odpoczywał, tu przyjmował gości.
Na werandzie ustawiony jest jak dawniej komplet mebli wiklinowych zakupionych do domu przez drugą żonę pisarza, Bronisławę Folejewską. Nad nim zawisły dwa zdjęcia zrobione przy tymże właśnie stoliku: Orkan grający z żoną w szachy i Orkan z przyjacielem, Antonim Broszem, znanym tłumaczem i bibliofilem z Krakowa. Pozostałe fotogramy przedstawiają: pierwszą żonę, Marię Zwierzyńską (zmarłą na gruźlicę); matkę, Katarzynę Smreczyńską z Zosią (jedynym dzieckiem Orkana) i Orkana siedzącego na ławce w ogrodzie pod jaworem, widocznym z okna werandy, ze zrekonstruowaną pod nim ławeczką.

### Pokój przejściowy

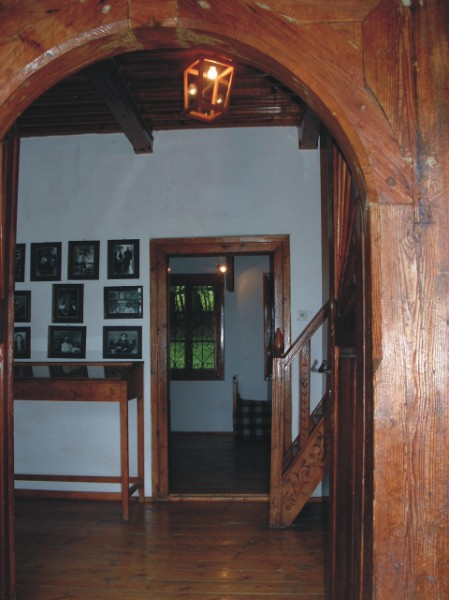
Przez drzwi z werandy do pokoju przejściowego

Z pokoju przejściowego schody prowadzą na piętro domu, na którym miały znajdować się pokoje gościnne (nie tylko dla przyjaciół, ale i dla letników). Wykończeniu domu stał jednak na przeszkodzie ciągły brak pieniędzy, a długi zaciągnięte na budowę Orkanówki oraz niewypłacane honoraria pogarszały z roku na roku trudną sytuację materialną pisarza.
Przyjaciele, których gościł, spali na pięterku na siennikach rozłożonych na podłodze. Wśród odwiedzających dom pod Pustką byli pisarze, poeci, malarze związani z Młodą Polską, między innymi Kazimierz Przerwa-Tetmajer, Jan Kasprowicz, Kornel Makuszyński, Leopold Staff, Juliusz Osterwa, Jan Wiktor, Tadeusz Pini, Tymon Niesiołowski.
W pokoju przejściowym warto zwrócić uwagę na snycerkę na schodach. W stylowe motywy zdobione są również tragarze (belki stropowe); w całym domu jest ich 36 i każda jest inaczej rzeźbiona.
W holu znajduje się również stała ekspozycja fotograficzna zatytułowana Sąsiedzi Orkana, zorganizowana w latach osiemdziesiątych z inicjatywy zaprzyjaźnionych z Orkanówką krakowskich fotografików. Są na nich ci, o których dziadkach lub rodzicach Orkan pisał na kartach swych powieści, czy w Listach ze wsi.

### Gabinet

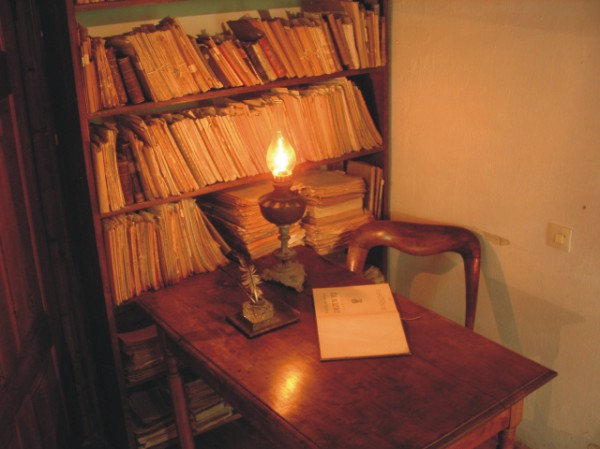
gabinet

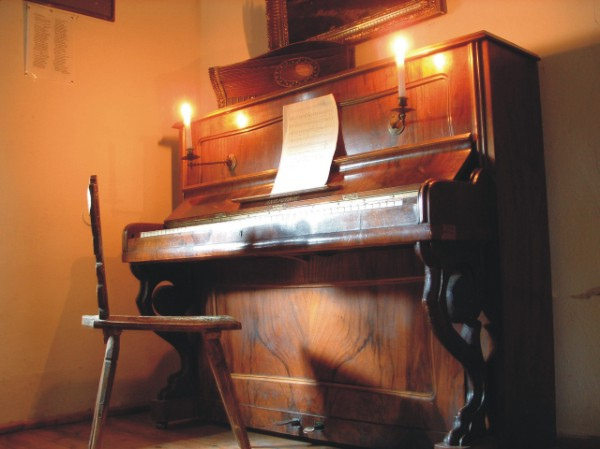
gabinet

Z holu drzwi na wprost prowadzą do gabinetu Orkana. Wyposażenie pokoju jest prawie w całości autentyczne. Proste, niemal ascetyczne wnętrze, odzwierciedla sytuację materialną pisarza. Na biurku stoi jego kałamarz, lampa naftowa, przy której pisał, oraz medal, który przywiózł z Krakowa, będący pamiątką z uroczystości sprowadzenia do Polski prochów Adama Mickiewicza. Przy tym biurku Orkan napisał swoje późniejsze powieści Pomór i Drzewiej oraz wiele spośród wierszy i opowiadań. Często stawiał krzesło z drugiej strony, aby widzieć masyw Witowa naprzeciw (z zarysowanym pośrodku wierzchołkiem Ćwilina) i dolinę. Pośród pól i dziś można dostrzec kępę drzew wyrosłą na dawnym cmentarzu cholerycznym, o którym pisał w „Pomorze”.
W zasięgu ręki, z prawej strony biurka, stoi biblioteczka z książkami i czasopismami. Wśród wielu znanych ówczesnych tytułów, do których Orkan posyłał swoje opowiadania i wiersze, znajduje się kilka roczników bardzo popularnego w Galicji Ilustrowanego Kuryera Codziennego wydawanego przez Krakowski Koncern Prasowy IKC.
Orkan nie tylko pisał, ale i wiele malował. Nie przywiązywał do tej twórczości specjalnej wagi, stąd większość jego obrazów jest niesygnowanych. Najczęściej ofiarowywał je w podarunku gościom opuszczającym Orkanówkę. W domu pozostało zaledwie kilka: widok z Pustki na Wasielkę (Basielkę), cykl miniatur akwarelowych namalowanych dla Zosi, które przywiózł z podróży nad Adriatyk, i wiszący nad pianinem nocny pejzaż z Giewontem.
Pianino marki Petroff było najdroższym sprzętem w domu. Niegdyś stało nie w gabinecie, ale w przylegającym doń saloniku. Orkan otrzymał je w prezencie od przyjaciela z lat szkolnych, Emila Bobrowskiego, cenionego później lekarza krakowskiego. Wcześniej, w krakowskim saloniku Bobrowskich, grywała na nim Dagny Przybyszewska. Powodem dumy Orkana był fakt, że było to w tym czasie najwyżej położone pianino w Europie. Sam grał słabo. Na pianinie leży cytra, którą przywiózł kiedyś z Krakowa. Grywała na niej Zosia. Często grywali razem, ona na cytrze, on na pianinie.

### Pokój narożny

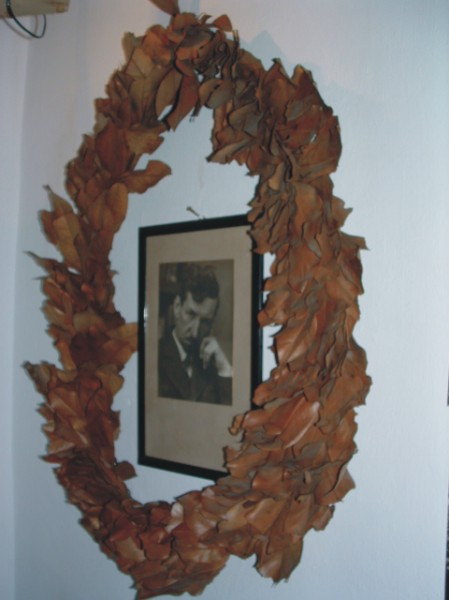
Wieniec laurowy

Na futrynie drzwi prowadzących do niegdysiejszego salonu widocznych jest kilka kresek, którymi znaczono wzrost Zosi. Nie zachowały się sprzęty, które kiedyś wypełniały ten największy pokój w domu. Wiadomo, że były one bardzo skromne. Ściany saloniku zdobiły malowidła autorstwa Jana Bulasa, nawiązujące do motywów podhalańskich. Widoczne są ich fragmenty na przedwojennych zdjęciach z Orkanówki.
Najprzyjemniej w salonie było latem, kiedy o zmroku otwierano okna do ogrodu, stąd dobiegał zapach jaśminu i muzyka świerszczy. W rogu znajdowała się otomana, a na stole, dookoła którego stało kilka drewnianych krzeseł, zwykle leżały albumy z reprodukcjami malarstwa i rodzinnymi fotografiami.
Obecnie urządzono tu stałą ekspozycję ukazującą etapy rozwoju literackiego Orkana. W gablotach znajdują się rękopisy jego utworów, listy, zdjęcia rodzinne, pierwsze wydania książek (w przeważającej części dar dla Orkanówki Antoniego Brosza), wycinki z prasy.
Na ścianie wisi wieniec laurowy, który pisarz otrzymał w 1927 roku podczas obchodów 30-lecia pracy twórczej. Obok fotografia przedstawiająca tłumy, jakie witały go wówczas na rynku w Nowym Targu, dyplomy ofiarowane przez czytelników, relacje prasowe z tego wydarzenia. Tuż przy drzwiach do dawnej jadalni Smreczyńskich zdjęcie pisarza wykonane w kilka godzin po jego śmierci i nekrologi, które opublikowało wiele znanych czasopism.

### Jadalnia

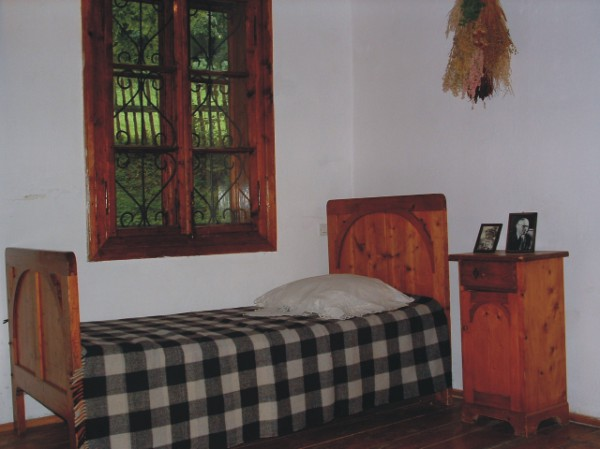
łóżko matki

W jadalni kiedyś znajdował się prosty stół i kilka krzeseł. Przez okienko łączące z kuchnią wydawano posiłki. Obecnie urządzono ekspozycję dokumentującą wkład pisarza w ideę regionalizmu podhalańskiego, dążenie do ocalenia i pielęgnowania tradycji góralszczyzny. W egzemplarzach Gazety Podhalańskiej, której współzałożycielem był Orkan, eksponowane są jego artykuły i przemówienia pisane dla Związku Podhalan. Ponadto zgromadzone są sprzęty pochodzące z zakopiańskiego domu Piwowarczyków, wnuczki Katarzyny Smreczyńskiej, w którym matka pisarza mieszkała w ostatnich latach swego życia.
Przy drzwiach wiszą obrazy Juliusza Pieniążka: kapliczka wotywna Katarzyny i drewniany, nieistniejący już (spłonął w 1992), kościół w Niedźwiedziu, w którym były chrzczone wszystkie dzieci Smreczyńskich.

## Majówki

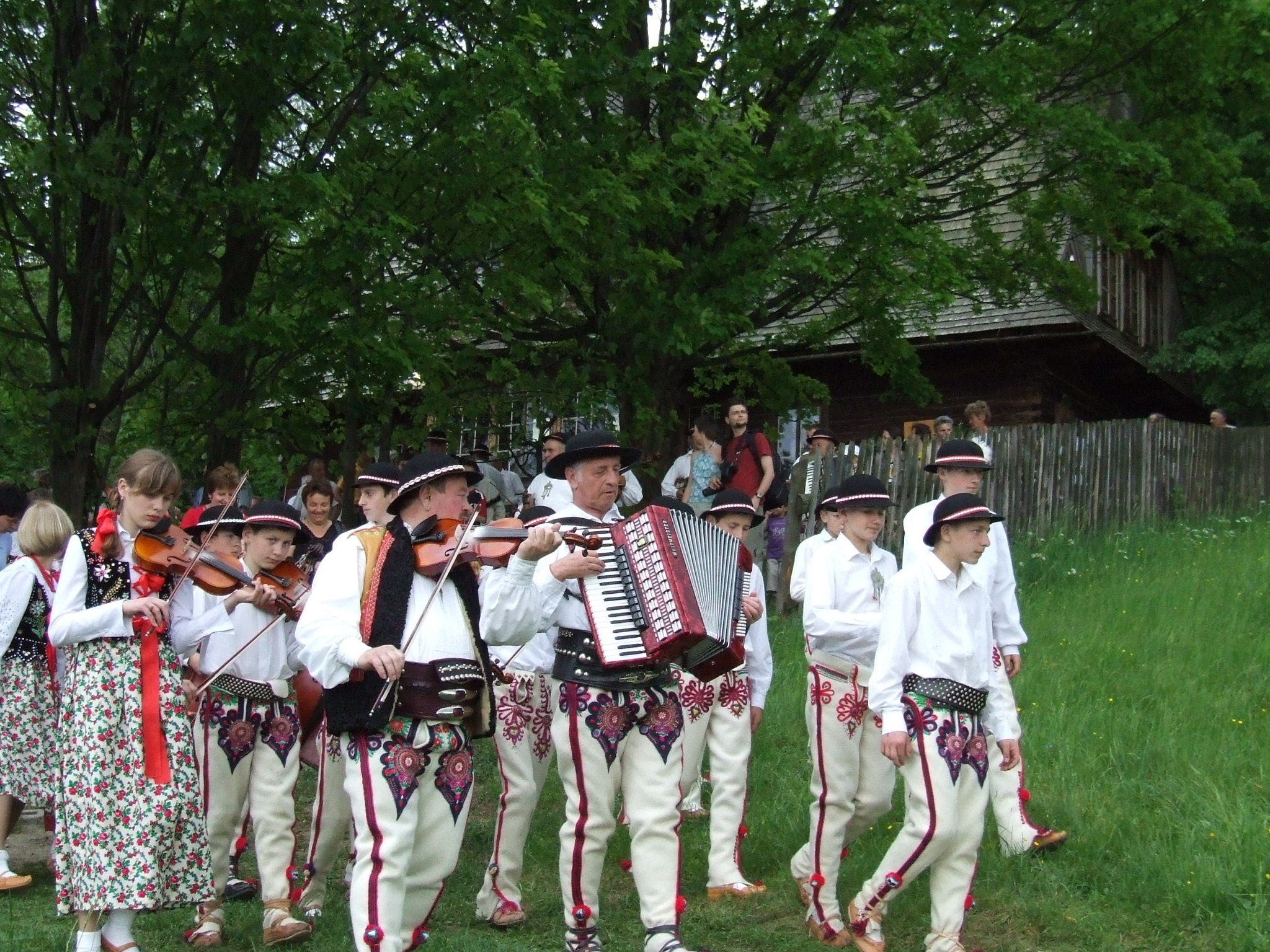
Majówka przy Orkanówce

Od 2002 w ostatnią sobotę maja na Orkanówce odbywają się uroczyste majówki przygotowane przez miejscowy oddział Związku Podhalan. Impreza rozpoczyna się odśpiewaniem Litanii do Najświętszej Marii Panny przy kapliczce Katarzyny Smreczyńskiej, a następnie barwny pochód, na czele z kapelą, przechodzi wzdłuż alei jaworowej do ogrodu Orkanówki. Tam odbywają się prezentacje kultury regionu zagórzańskiego.